# لاورنس دوهرتی
 لاورنس دوهرتی (انگلیسی: Laurence Doherty؛ زاده ۸ اکتبر ۱۸۷۵ درگذشته ۲۱ اوت ۱۹۱۹) یک تنیس‌باز اهل بریتانیا بود.